# 1939年度の将棋界
1939年度の将棋界（1939ねんどのしょうぎかい）では、1939年（昭和14年）4月から1940年（昭和15年）3月の将棋界に関する出来事について記述する。

## できごと

### 1939年4月
- 25日 - 大崎熊雄八段が死去。享年55歳[1]。

### 1939年11月
- 升田幸三六段が木村義雄名人と席上対局（升田の香落下手）。升田幸三六段の勝利[2]。

### 1940年2月
- 25日 - 大山康晴が四段に昇段[2]。

### 月日不明
- 第2期名人戦の挑戦者決定リーグで土居市太郎八段が13連勝。木村義雄名人への挑戦権を獲得する[3]。

## 昇段・引退
| 昇段 | 棋士     | 昇段日        | 注          |
| ---- | -------- | ------------- | ----------- |
| 四段 | 大山康晴 | 1940年2月25日 | [ 2 ] [ 4 ] |
| 五段 | 荒巻三之 | 1939年        | [ 5 ]       |